# Coxwell (métro de Toronto)
Pour les articles homonymes, voir Coxwell.
Coxwell est une station de la ligne 2 Bloor-Danforth du métro de Toronto. Elle est située au 1568 Danforth Avenue à l'intersection de Coxwell Avenue, à Toronto au Canada

## Situation sur le réseau

Plan du métro de Toronto (2023)

Établie en souterrain, la station Coxwell de la ligne 2 Bloor-Danforth, est précédée par la station Greenwood, en direction du terminus Kipling, elle est suivie par la station Woodbine en direction du terminus Kennedy,.

## Histoire
La station est inaugurée le 25 février 1966.
La fréquentation moyenne par jour au cours de l'année 2009-2010, est de 16 700 passagers.

## Services aux voyageurs

### Intermodalité
Elle est desservie par des bus des lignes : 22 Coxwell et 70 O'Connor.

## À proximité
- Monarch Park Collegiate Institute (en)
- Monarch Park Stadium (en)
- Michael Garron Hospital (en) (dit aussi  Toronto East General Hospital (TEGH))
- East York Civic Centre (en)